# Bestånd
Bestånd är ett generellt begrepp inom skogsbruket som betecknar ett större antal träd eller plantor som växer tillsammans och karaktäriseras av viss enhetlighet, vanligen med avseende på ålder, trädslagsblandning m.m.
Inom skogsuppskattning är bestånd en mer precis term. Förutom ovanstående ställs krav på en exakt definierad areal, ofta av viss minimistorlek, vars skog ska ha viss minsta slutenhet. När det gäller plantskog ska föryngringen vara säkerställd. Arealen anges oftast i hektar.
Bestånd och beståndsindelning är av stor praktisk betydelse i skogsbruket, eftersom bestånden är skötselenheterna som följs åt under uppväxten och för vilka oftast en och samma åtgärd sätts in samtidigt.